# Nautilus (gym)
Nautilus är ett amerikanskt företag som marknadsför, utvecklar och tillverkar av hälso- och styrketräningsprodukter. 

## Historia
Företaget Nautilus Sports/Medical Industries Inc grundades 1971 av Arthur Jones. 1948 byggde han den första prototypen på vad som skulle bli den ursprungliga Nautilusmaskinen, en så kallad pullovermaskin för muskulaturen i övre delen av ryggen. Tjugo år och cirka femtio prototyper senare hade Jones lyckats bygga en maskin som levde upp till hans krav. Bland dessa fanns bland annat krav på automatiskt variabelt motstånd och cirkulärt motstånd. 
I Nautilus Sports/Medical Industries Inc inrymdes både forskning kring redskapens utformning och träningsmetodiken såväl som tillverkning och försäljning av träningsredskap. Från grundandet av företaget 1971 spreds företagets redskap snabbt över hela USA och så småningom världen. Arthur Jones sålde företaget 1986 och grundade bolaget MedX i vilket hans forskargärning fortsatte. 
Arbetsfysiologen Ellington Darden var utvecklingschef under denna tid. Han verkade även som lärare, föreläsare och författare. Darden satt kvar på posten som utvecklingschef fram till 1986.

## Nautilus i Sverige
1981 startade Mats Thulin - tillsammans med sin dåvarande flickvän Merja Väisanen - sitt första Nautilusgym. Detta gym var beläget på Roslagsgatan 60 i Stockholm. Lokalen var liten och verksamheten växte snart ur lokalerna. Företaget och antalet gym (kallade Nautilus Gym & Aerobics) växte och var så småningom nio till antalet.
1992 startade Thulin ett samarbete med Sten Lundgren och Hans Cederholm (SM-guld i ishockey med AIK 1982 och 1984) i vilket man började söka samarbete med kommunala simhallar. Anläggningarna valde man att kalla Nautilus Gym & Bad. Den första anläggningen som kom till i samarbetet var belägen på Forsgrenska badet vid Medborgarplatsen i Stockholm. Detta samarbete hade i december 2007 resulterat i 124 anläggningar i Sverige (85 st), Norge (19 st), England (7 st), Island (5 st), Finland (3 st), Polen (2 st), Danmark (1 st), Tyskland (1 st) och Schweiz (1 st). I några fall arrenderar eller äger Nautilus själva simhallar och i några fall finns även gym som inte finns i anslutning till simhall, men i de flesta fall hyr man lokaler i kommunala simhallar.
1998 sålde Thulin sina ursprungliga nio gym till det amerikanska bolaget 24 Hour Fitness. Detta bolag köpte också upp SportsClubs anläggningar i Stockholmsområdet och senare även den norska gymkedjan S.A.T.S. 24 Hour Fitness valde att satsa vidare i Norden under det norska bolagets namn. 24 Hour Fitness köpte dock inte varumärket 'Nautilus' och Thulin var då fortfarande generalagent för nautilusutrustning i Norden fram till 2007.
Den kvarvarande gymkedjan såldes 2007 till riskkapitalbolaget FSN Capital. 2010 namnändrades kedjan till Actic.